# Grignasco
Grignasco là một đô thị ở tỉnh Novara ở vùng Piedmont của Ý, tọa lạc cách 80 km về phía đông bắc của Torino và khoảng 35 km về phía tây bắc của Novara. Tại thời điểm ngày 31 tháng 12 năm 2004, đô thị này có dân số 4.803 người và diện tích là 14,6 km².
Đô thị Grignasco có các frazioni (đơn vị trực thuộc, chủ yếu là các làng) Ara, Bertolotto, Bovagliano, Ca' Marietta, Carola, Garodino, Pianaccia, Torchio, Sagliaschi, và Isella.
Grignasco giáp các đô thị: Boca, Borgosesia, Prato Sesia, Serravalle Sesia, và Valduggia.